# Reiner Arntz
Reiner Arntz (* 21. April 1943 in Beckum (Westfalen); † 10. Dezember 2012 in Bad Salzdetfurth) war ein deutscher Sprachwissenschaftler mit Arbeitsschwerpunkten in der kontrastiven Sprachwissenschaft, der Terminologielehre, Rechtssprache und Übersetzungsdidaktik.

## Leben
Reiner Arntz wurde 1943 im westfälischen Beckum geboren. Nach seinem Abitur 1962 in Essen begann er 1962 ein Studium in den Fächern Romanistik, Slawistik und Jura. Da ihm die damals stark literarische Ausrichtung der meisten philologischen Studiengänge nicht lag, wechselte er schon ein Jahr später an das Dolmetscher-Institut der Universität des Saarlandes. 1965 legte er die Prüfung zum Diplomübersetzer in den Sprachen Spanisch und Französisch ab, ergänzt um das Sachfach Recht. Obwohl Reiner Arntz bereits 1965 erste Lehraufgaben in den Sprachen Portugiesisch und Spanisch übernahm und 1968 seine erste Lektorenstelle in den Sprachen Niederländisch und Spanisch antrat, setzte er sein Jurastudium konsequent fort.
Nachdem er sein Staatsexamen abgelegt hatte, promovierte er mit der Arbeit „Das Recht der portugiesischen Überseegebiete“. Nach seiner Referendariatszeit legte er 1973 die zweite juristische Staatsprüfung ab. Im März 1980 wurde Reiner Arntz auf eine C4-Professur für Romanistische Sprachwissenschaft an der Wissenschaftlichen Hochschule Hildesheim berufen, an der er den ersten deutschen Diplom-Fachübersetzer-Studiengang aufbaute. Von 1984 bis 1992 war er Dekan des Fachbereichs „Sprachen und Technik“ an der Universität Hildesheim. Von 2001 bis 2007 leitete er das Institut für Angewandte Sprachwissenschaft der Universität Hildesheim; er wurde 2008 emeritiert. Zwischen 1992 und 1996 leitete er den Fachbereich „Sprache und Recht“ an der Europäischen Akademie Bozen. In dieser Zeit wirkte er dort zusätzlich am Aufbau des Fachbereichs „Ethnische Minderheiten und Regionale Autonomien“ mit und war an den Vorarbeiten zur Errichtung der Freien Universität Bozen beteiligt. Zwischen 1996 und 1997 war Reiner Arntz Gastdozent für Fachkommunikation und Fachsprachenpädagogik an der Wirtschaftsuniversität Dänemark-Süd. Im Jahre 2004 konnte Reiner Arntz nebenberuflich als akademischer Direktor des Fremdsprachenzentrums der Hochschulen im Land Bremen gewonnen werden. Bis April 2007 blieb er Direktor des Instituts für Angewandte Sprachwissenschaft der Universität Hildesheim und bis August 2008 wissenschaftlicher Direktor des Fremdsprachenzentrums der Hochschulen im Lande Bremen. Der letzte Wirkungsort seiner wissenschaftlichen Laufbahn war eine Gastdozentenstelle an der Universität Sakarya in der Türkei.

## Arbeitsschwerpunkte
- Fachsprachenforschung
- Übersetzungswissenschaft
- Textlinguistik[2]

## Schriften
1972–1979
- „Das Recht der portugiesischen Überseegebiete“, Diss., Saarbrücken 1972
- „Die auswärtigen Beziehungen Spaniens. In: Herder Staatslexikon – Recht, Wirtschaft, Gesellschaft“, 6. Aufl., Freiburg (Herder) 1974, S. 278f
- Zusammen mit: Christensen, G., Devin-Gerrits, I., Wilmots, J.: „Kritische overwegingen bij onderwijsmethoden Nederlands voor anderstaligen met een verwante moedertaal.“ In: Kwartaalschrift Wetenschappelijk Onderwijs Limburg. Hasselt 1975, S. 137–153
- Rezension zu: Kapp, V. (Hrsg.): „Übersetzer und Dolmetscher. Theoretische Grundlagen, Ausbildung, Berufspraxis.“ Heidelberg (Quelle und Meyer) 1974. In: Die Neueren Sprachen 5-6/1977, S. 609 f
- Rezension zu: Spitzbardt, H. (Hrsg.): „Spezialprobleme der wissenschaftlichen und technischen Übersetzung.“ München (Hueber) 1972. In: Die Neueren Sprachen 5-6/1977, S. 617 f
- Zusammen mit: Klimaszewska, Z., Verbeek, G.: Beitrag „Literatuur“. In: Wilmots, J., de Rooij, J. (Hrsg.): „Voor wie Nederland en Vlaanderen wil leren kennen.“ Economische Hogeschool Hasselt 1978, S. 103–118
- Beitrag „Schilderkunst“. In: J. Wilmots, J. de Rooij (Hrsg.): „Voor wie Nederland en Vlaanderen wil leren kennen.“ Economische Hogeschool Hasselt 1978, S. 126–134
- Rezension zu: Felber, H., Lang, F., Wersig, G. (Hrsg.): „Terminologie als angewandte Sprachwissenschaft.“ München (K.G. Saur) 1979. In: International Classification 3/1981, 168f.
- „Die Studienkomponente Terminologielehre in der Ausbildung von Übersetzern und Dolmetschern.“ In: Lebende Sprachen 1/1979, S. 1–3
- „Aufbau einer terminologiewissenschaftlichen Lehrveranstaltung im Rahmen der Übersetzer- und Dolmetscherausbildung.“ In: Fachsprache 1-2/1979, S. 43–50

1980
- Der Studiengang „Diplom-Fachübersetzer / Fachrichtung Technik“ an der Hochschule Hildesheim. In: „Erweiterung des Studienangebots und außerschulische Tätigkeitsfelder für Geisteswissenschaftler.“ Loccumer Protokolle 16/80, Rehburg-Loccum 1980, S. 113–119
- „Modelle und Methoden der fachsprachlichen Übersetzerausbildung.“ In: C. Gnutzmann, J. Turner (Hrsg.): Fachsprachen und ihre Anwendung, Tübingen (Narr) 1980, S. 95–117
- „A Ciência da Terminologia e a Formação de Traductores e Intérpretes.“ In: Delton de Mattos (Hrsg.): A Formação do Traductor em Nível Universitário, Brasília (Universidade de Brasília) 1980, S. 67–84

1981
- „Die fachsprachliche Ausbildung an der Fachrichtung Angewandte Sprachwissenschaft sowie Übersetzen und Dolmetschen der Universität des Saarlandes.“ In: J. Hoedt, R. Turner (Hrsg.): New Bearings in LSP, Kopenhagen 1981, S. 165–168
- „Terminology as a Discipline in the Training of Translators and Interpreters in Languages for Special Purposes.“ – In: Theoretical and methodological problems of Terminology. Infoterm Series 6, München (K. G. Saur) 1981, S. 524–542
- Zusammen mit: Thiel, G.: „L'enseignement de la terminologie à l'université de la Sarre.“ In: Terminogramme 7-8/81, Québec 1981, S. 5–8
- „Das terminologische Seminar in der Übersetzerausbildung.“ In: Kühlwein, Raasch (Hrsg.): Sprache: Lehren – Lernen, Band I. Tübingen (Narr) 1981, S. 57–63

1982
- „Methoden der fachsprachlichen Übersetzerausbildung im Sprachenpaar Spanisch-Deutsch.“ In: J. Richart, G. Thome, W. Wilß (Hrsg.): Fachsprachenforschung und -lehre, Schwerpunkt Spanisch. Tübingen (Narr) 1982, S. 109–122
- Zusammen mit: Thiel, G.: „The terminology seminar in the training of translators.“ In: Nedobity (Hrsg.): Terminologies for the Eighties. München (K. G. Saur) 1982, S. 161–171
- Zusammen mit: Picht, H.: „Einführung in die übersetzungsbezogene Terminologiearbeit.“ Hildesheim (Olms) 1982, 238 S.

1984
- „Das Problem der Textauswahl in der fachsprachlichen Übersetzungsdidaktik.“ In: W. Wilß, G. Thome (Hrsg.): Die Theorie des Übersetzens und ihr Aufschlußwert für die Übersetzungs- und Dolmetschdidaktik. Tübingen (Narr) 1984, S. 204–211
- „Der Diplomstudiengang Fachübersetzen an der Wissenschaftlichen Hochschule Hildesheim.“ In: Mitteilungsblatt für Dolmetscher und Übersetzer (MDÜ) 2-6/1984 sowie in: Informationen für die Beratungs- und Vermittlungsdienste der Bundesanstalt für Arbeit 43/1984, S. 1491–1496
- „Methodische Überlegungen zu einer internationalen Harmonisierung von Terminologien.“ In: Terminologie-Bulletin 46/84, Commission des Communautés Européennes, Service de Traduction 1984, S. 45–52

1985
- „Methodische Probleme der internationalen Terminologieangleichung.“ In: W. Nedobity, W. (Hrsg.): Terminologie und benachbarte Gebiete – Festschrift für Helmut Felber, Wien 1985, S. 101–108
- „Die Rolle der Internationalismen in der Übersetzerausbildung.“ In: Multilingua 2/1985, S. 77–84
- Einleitung zu: A. Blatt et al.: „Computer und Übersetzen – Eine Einführung.“ Hildesheim (Olms) 1985, IX-XII
- „Perspektiven und Probleme einer praxisbezogenen Übersetzerausbildung.“ In: Lebende Sprachen 3/1985, S. 117–122
- Rezension zu: Rondeau, G.: „Introduction à la terminologie.“ Québec (Gaetan Morin) 1984. In: International Classification 1/1985, 44 f

1986
- „Réflexions méthodologiques sur l'harmonisation internationale des terminologies.“ In: G. Rondeau, J.C. Sager (Hrsg.): Termia 84 – Terminologie et coopération internationale / Terminology and international cooperation, Québec 1986, S. 219–225
- „Terminologievergleich und internationale Terminologieangleichung.“ In: M. Snell-Hornby (Hrsg.): Übersetzungswissenschaft – eine Neuorientierung, Tübingen (Francke) 1986, S. 283–310

1987
- Rezension zu: Krings, H. P.: „Was in den Köpfen von Übersetzern vorgeht – Eine empirische Untersuchung zur Struktur des Übersetzungsprozesses an fortgeschrittenen Französisch-Lernern.“ Tübingen (Narr) 1986. In: GAL-Bulletin 7/1987, 45f.

1988
- „Le rôle des internationalismes dans la formation des traducteurs.“ In: META – Journal des Traducteurs/Translators' Journal 4/1988, S. 497–506
- „Contrastive Terminology Work and the Training of Translators.“ In: G. H. Anderman, M. Rogers (ed.): Translation in Language Teaching and for Professional Purposes, Volume I, Guildford (Surrey) 1988, S. 23–44
- „Steps towards a Translation-Oriented Typology of Technical Texts.“ In: META – Journal des Traducteurs/Translators' Journal 4/1988, S. 468–471

1989
- „Méthodes et problèmes de la lexicologie comparée appliquée à la traduction.“ In: Y. Tobin (ed.): From Sign to Text: A semiotic View of Communication. Amsterdam/Philadelphia (Benjamins) 1989, S. 439–452
- (Hrsg.) Textlinguistik und Fachsprache – AILA-Symposion Hildesheim 13.–16. April 1987, Hildesheim (Olms) 1989 „Studien zu Sprache und Technik, Bd. 1“, S. 497
- „Zur Rolle der Definition in der mehrsprachigen Terminologiearbeit.“ In: R. Arntz (Hrsg.): Textlinguistik und Fachsprache – AILA-Symposion Hildesheim 13-16. April 1987. Hildesheim 1989, S. 173–185
- „Neuere Entwicklungen in der Übersetzer- und Dolmetscherausbildung in der Bundesrepublik Deutschland. Das Beispiel Hildesheim.“ In: INTERFACE, Journal of Applied Linguistics 1/1989, S. 3–13
- Zusammen mit: Picht, H.: „Einführung in die Terminologiearbeit.“ Hildesheim (Olms) 1. Aufl. 1989, 2. Aufl. 1991, 3. Aufl. 1995 (= Studien zu Sprache und Technik, Bd. 2), 344 S. Span. Ausgabe: Introducción a la terminología. Madrid (Pirámide) 1995, 382 S.

1990
- Zusammen mit: Eydam, E.: „Was ist eine „fachlich schwierige Übersetzung“?“ – Versuch einer Präzisierung. In: Der Deutschunterricht 1/1990, S. 70–80
- „Überlegungen zur Methodik einer „kontrastiven Textologie““. In: R. Arntz, G. Thome (Hrsg.): Übersetzungswissenschaft – Ergebnisse und Perspektiven.
- „Festschrift für Wolfram Wilß.“ Tübingen 1990, S. 393–404
- Zusammen mit: Thome, G. (Hrsg.): „Übersetzungswissenschaft – Ergebnisse und Perspektiven.“ Festschrift für Wolfram Wilß. Tübingen (Narr) 1990, 562 S.
- Rezension zu: Balkema, J. P., de Groot, G. R. (Hrsg.): „Recht en vertalen.“ Deventer (Kluwer) 1987. In: MULTILINGUA 9-3/1990, 318-320

1991
- „Die Vorbereitung der Hochschulen auf den europäischen Binnenmarkt.“ In: Die Auslandsorientierung der Hochschulen – Dokumentation eines Kolloquiums. Materialien des Instituts für Entwicklungsplanung und Strukturforschung, Band 147, Hannover 1991, S. 67–72
- „Wozu Terminologie?“ In: R. Arntz, F. Mayer, U. Reisen (Hrsg.): Akten des Symposions „Terminologie als Qualitätsfaktor“, Köln, 12.–13. April 1991, Köln 1991, S. 141–148
- Zusammen mit: Mayer, F., Reisen, U. (Hrsg.): Akten des Symposions „Terminologie als Qualitätsfaktor“ Köln, 12. – 13. April 1991, Köln (Deutscher Terminologie-Tag e. V.) 1991, 158 S.

1992
- „Interlinguale Vergleiche von Terminologien und Fachtexten.“ In: K.-D. Baumann, H. Kalverkämper (Hrsg.): Kontrastive Fachsprachenforschung. Tübingen 1992, S. 108–122
- „La enseñanza de la terminología y su integración en la formación de traductores.“ In: N. G. San Salvador, D. Sánchez (Hrsg.): La Enseñanza de la Terminología, Granada 1992, S. 75–92
- „Phraseologie und Übersetzen – Ergebnisse und Perspektiven.“ In: B. de Bessé (ed.): Actes du colloque international „Phraséologie et terminologie en traduction et en interprétation“, Genève 2-4 octobre 1991 = Terminologie et traduction 2/3-1992, S. 575–582
- „5000 Jahre nach Babel – Die Rolle des Übersetzers in einer sich wandelnden Welt.“ In: Sprachen- und Dolmetscher-Institut München: Festveranstaltung zum 40-jährigen Bestehen am 20. März 1992. München (SDI) 1992, S. 14–23
- Rezension zu: Gil, A., Preiss, S.: „Übungen zur vergleichenden Grammatik Deutsch-Spanisch: Eine Wiederholungsgrammatik für Fortgeschrittene.“ Bonn (Romanistischer Verlag) 1990. In: Lebende Sprachen 1/1992, 38f.
- „Lingüística contrastiva y traducción especializada.“ In: Linguistica Antverpiensia XXVI/1992, S. 5–17

1993
- Zusammen mit: Eydam, E.: „Zum Verhältnis von Sprach- und Sachwissen beim Übersetzen von Fachtexten.“ In: Th. Bungarten (Hrsg.): Fachsprachliche Terminologie, Begriffs- und Sachsysteme, Methodologie. Tostedt 1993, S. 189–227
- „Fachtexttypologie und Übersetzungsdidaktik.“ In: J. Holz-Mänttäri, C. Nord (Hrsg.): Traducere navem. Festschrift für Katharina Reiß zum 70. Geburtstag. Tampere 1993, S. 153–168
- „Terminological equivalence and translation.“ In: H. Sonneveld, K. L. Loening (ed.): Applications in Interdisciplinary Communication. Amsterdam/Philadelphia (Benjamins) 1993, S. 5–19
- „Qualitätssicherung aus der Sicht eines Ausbilders.“ In: Bundesverband der Dolmetscher und Übersetzer e. V. (BDÜ): Kongreß – Das berufliche Umfeld des Dolmetschers und Übersetzers – aus der Praxis für die Praxis – 23.–25. April 1993 – Tagungsakte. Bonn 1993, S. 262–264
- Zusammen mit: Mayer, F., Reisen, U. (Hrsg.): Akten des Symposions „Geistiges Eigentum an Terminologien“ Köln, 11.–12. September 1992, Köln (Deutscher Terminologie-Tag e. V.) 1993, 190 S.

1994
- Rezension zu: Beerbom, C.: „Modalpartikeln als Übersetzungsproblem: eine kontrastive Studie zum Sprachenpaar Deutsch-Spanisch.“ Frankfurt (Lang) 1992. In: TARGET 6:1/1994, 124-126
- „Interlingualer Fachsprachenvergleich und Übersetzen.“ In: M. Snell-Hornby, F. Pöchhacker, K. Kaindl (Hrsg.): Translation Studies: An Interdiscipline. Amsterdam/Philadelphia (Benjamins) 1994, S. 235–246
- Zusammen mit: Mayer, F., Reisen, U. (Hrsg.): Akten des Symposions „Terminologie als Produktivitätsfaktor in volkswirtschaftlicher und betriebswirtschaftlicher Sicht“ Köln, 15.–16. April 1994, Bolzano/Köln (Deutscher Terminologie-Tag e. V.) 1994, 190 S.
- Rezension zu: Schubert, K. (Hrsg.): „Interlinguistics, Aspects of the Science of Planned Languages.“ Berlin (Mouton de Gruyter) 1989. In: MULTILINGUA 13-3/1994, S. 325–329
- Rezension zu: Kindler, P.: „Einführung in das italienische Recht: Verfassungsrecht, Privatrecht und internationales Privatrecht.“ München (Beck) 1993. In: Mitteilungsblatt für Dolmetscher und Übersetzer (MDÜ) 4-5/1994, 44

1995
- Confrontare, valutare, trasporre: „metodi e problemi della traduzione giuridica.“ In: R. Arntz (Hrsg.): La traduzione: nuovi approcci tra teoria e pratica. Napoli 1995, S. 91–107
- Interlingual fagsprogssammenligning og oversættelse. In: „Forelæsninger ved Handelshøjskole Syd's 10års jubilæum den 3. til 5. oktober 1994.“ Kolding (Handelshøjskole Syd) 1995
- „Sprachpolitik und Sprachwissenschaft – eine Herausforderung für Südtirol.“ In: Academia (Bolzano/Bozen), 3/1995, S. 1–5
- „Terminologie – Grundlage der Fachkommunikation.“ In: Academia (Bolzano/Bozen), 5/1995, S. 1–4
- (Hrsg.) La traduzione: nuovi approcci tra teoria e pratica. Napoli (CUEN) 1995, 303 S.

1996
- Zusammen mit: Mayer F., Reisen, U. (Hrsg.): Akten des Symposiums „Terminologie für ein vielsprachiges Europa“ Köln, 12.–13. April 1996, Bolzano/Köln (Deutscher Terminologie-Tag e. V.) 1996, 161 S.
- Zusammen mit: Mayer, F.: „Vergleichende Rechtsterminologie und Sprachdatenverarbeitung – das Beispiel Südtirol.“ In: Lauer, A., Gerzymisch-Arbogast, H., Haller, J., Steiner, E. (Hrsg.): Übersetzungswissenschaft im Umbruch. Festschrift für Wolfram Wilß zum 70. Geburtstag. Tübingen (Narr) 1996, S. 117–129
- „Der Forschungsbereich „Sprache und Recht“ an der Europäischen Akademie Bozen.“ In: Lebende Sprachen 1/96, S. 5–8. Englische Fassung „Language and the Law at the European Academy in Bolzano“. In: TermNet News 54/55-1996, S. 26–30
- „Das vielsprachige Europa – eine Herausforderung für Sprachpolitik und Sprachwissenschaft.“ In: Budin, Gerhard (Hrsg.): Multilingualism in specialist communication. Proceedings of the 10th European LSP Symposium Vienna, 29. Aug. – 1. Sept. 1995. Bd. 2. Wien 1996, S. 1169–1178
- „Language description and LSP teaching.“ In: Somers, Harold (Hrsg.): Terminology, LSP and Translation. Studies in Language engineering in honour of Juan C. Sager. Amsterdam/Philadelphia (Benjamins) 1996, S. 109–124
- „Fachübersetzen in Ausbildung und Praxis.“ In: J. Drumbl, M. Soffritti, E.-M. Thüne: Deutsch in Italien. Didaktik – Forschung – Kommunikation. Brescia 1996, S. 5–20
- „Methoden und Probleme des juristischen Übersetzens im Sprachenpaar Italienisch-Deutsch.“ In: Association Suisse des Traducteurs, Terminologues et Interprètes (ASTTI) (Hrsg.): équivalences 95. Les actes. S. 167–187. Nachdruck in: Der Gerichtsdolmetscher. Mitteilungsblatt der Gerichtsdolmetscher (Wien). 2/1996, S. 17–31

1997
- Rezension zu: Hulst, J.: „De doeltekst centraal. Naar een functioneel model voor vertaalkritiek.“ Amsterdam (Thesis Publishers) 1995. In: FILTER (Amsterdam), 3/1997, S. 105–108
- „Passive Mehrsprachigkeit – eine Chance für die „kleinen“ Sprachen Europas.“ In: Annelise Grinsted (ed.): Language & Business Life. XXII International Association Language & Business Conference 1996. Kolding 1997, S. 71–89.
- Gekürzte Fassung in: Peter H. Nelde (Hrsg.): „Die neue Mehrsprachigkeit Europas.“ Sociolinguistica Band 11. Tübingen (Niemeyer) 1997
- „Sprachenrecht und Sprachpolitik im dreisprachigen Südtirol.“ In: W. M. Moelleken, P. J. Weber (Hrsg.): Neue Forschungsarbeiten zur Kontaktlinguistik. Plurilingua XIX. Bonn (Dümmler) 1997, S. 10–20

1998
- Rezension zu: Eckkrammer, E.M.: „Die Todesanzeige im Spiegel kultureller Konventionen: eine kontrastive Analyse deutscher, englischer, französischer, spanischer, italienischer und portugiesischer Todesanzeigen.“ Bonn (Romanistischer Verlag) 1996. In: Romanische Forschungen 2/1998, S. 297–298
- Rezension zu: Hermans, H. (ed.): „Les dictionnaires spécialisés et l'Analyse de la Valeur.“ Louvain la Neuve: Peeters 1997. In: Romanische Forschungen 4/1998, S. 541–543
- Zusammen mit: Barczaitis, R.: „Fachübersetzung in den Naturwissenschaften und in der Technik.“ In: L. Hoffmann, H. Kalverkämper, H. E. Wiegand (Hrsg.): Fachsprachen. Languages for Special Purposes. Ein internationales Handbuch zur Fachsprachenforschung und Terminologiewissenschaft. Berlin / New York (de Gruyter) 1998, S. 792–800
- Zusammen mit: Barczaitis, R.: „Fachübersetzerausbildung und Fachübersetzungsdidaktik.“ In: L. Hoffmann, H. Kalverkämper, H. E. Wiegand (Hrsg.): Fachsprachen. Languages for Special Purposes. Ein internationales Handbuch zur Fachsprachenforschung und Terminologiewissenschaft. Berlin / New York (de Gruyter) 1998, S. 998–1003
- „Überlegungen zu einer praxisorientierten Forschung im Bereich der Angewandten Sprachwissenschaft.“ In: P. Holzer, C. Feyrer (Hrsg.): Text, Sprache, Kultur. Frankfurt am Main 1998, S. 29–42
- „Kleine Universitäten im Nord-Süd-Vergleich – Die Wirtschaftsuniversität Dänemark-Süd und die Universität Bolzano/Bozen.“ In: T. Borsche (Hrsg.): Begriff und Wirklichkeit der Kleinen Universität. Hildesheimer Universitätsschriften Band 2. Hildesheim 1998, S. 145–157
- „Terminologie der Terminologie.“ In: M. Snell-Hornby, H. G. Hönig, P. Kußmaul, P.A. Schmitt (Hrsg.): Handbuch Translation. Tübingen (Stauffenburg) 1998, S. 141–144
- „Das vielsprachige Europa – eine Herausforderung für Sprachpolitik und Sprachplanung.“ Hildesheimer Universitätsschriften Band 4, Hildesheim 1998, 186 S.

1999
- Zusammen mit: Arranz, J.-C.: „Die spanischen Fachsprachen im 20. Jahrhundert und ihre Erforschung: eine Übersicht.“ In: L. Hoffmann, H. Kalverkämper, H. E. Wiegand (Hrsg.): Fachsprachen. Languages for Special Purposes. Ein internationales Handbuch zur Fachsprachenforschung und Terminologiewissenschaft. Berlin/New York (de Gruyter) 1999, S. 1514–1521
- Rezension zu: Spillner, B. (Hrsg.): „Stil in Fachsprachen“. Bern (Lang) 1996. In: Romanische Forschungen 1/1999, S. 148–150
- „Ausbildung in Drittsprachen – ein neuer Ansatz.“ In: Lebende Sprachen, Heft 2/1999, S. 49–53
- „Modulare Vermittlung von Fachsprachen – Ein Weg zur romanischen Mehrsprachigkeit.“ In: Grenzgänge – Beiträge zu einer modernen Romanistik. Bd. 2 (6. Jahrg.) 1999, S. 30–43
- „Passive Mehrsprachigkeit – Eine Chance für die kleinen Sprachen Europas.“ In: Kischel, G., Gothsch, E. (Hrsg.): Wege zur Mehrsprachigkeit im Fernstudium. Hagen (Fernuniversität) 1999, S. 101–114
- „Rechtsvergleichung und Kontrastive Terminologiearbeit – Möglichkeiten und Grenzen interdisziplinären Arbeitens.“ In: P. Sandrini (Hrsg.): Übersetzen von Rechtstexten. Tübingen (Narr) 1999, S. 185–201
- „Training Translators in a 'Third language' – A New Approach.“ In: G. Anderman, M. Rogers (eds.): Word, Text and Translation – Liber amicorum for Peter Newmark. Clevedon (Multilingual Matters) 1999, S. 66–76

2000
- Rezension zu: Schneider, F.: „Studien zur kontextuellen Fachlexikographie.“ Tübingen: Niemeyer 1998. In: Romanische Forschungen 4/2000, S. 572f
- „Recht und Sprache – eine Chance für Interdisziplinarität.“ In: D. Veronesi (ed.): Linguistica giuridica italiana e tedesca: obiettivi, approcci, risultati / Rechtslinguistik des Deutschen und Italienischen: Ziele, Methoden, Ergebnisse. Padova 2000, S. 5–16
- „Zur Bedeutung der Terminologiearbeit für die weniger verbreiteten Sprachen Europas.“ In: J.-P. van Noppen, E. Schmatz (ed.): „… S'en sortir.“ Volume d'hommage à Roger Goffin. Équivalences 27/2 et 28/1, Bruxelles 2000, S. 11–25

2001
- Zusammen mit: Mayer, F., Reisen, U. (Hrsg.): Akten des Symposions „Terminologie und Recht“, Köln, 7.–8. April 2000, München/Köln (Deutscher Terminologie-Tag e. V.) 2001. 205 S.
- Zusammen mit: Wilmots, J.: „Niederländisch lernen – Warum und wie?“ Hannover (Niedersächsisches Ministerium für Wissenschaft und Kultur) 2001, 24 S.
- „Fachbezogene Mehrsprachigkeit in Recht und Technik.“ Hildesheim (Olms) 2001, 420 S.
- „Juristisches Übersetzen im Spannungsfeld von Recht und Sprache.“ In: Felix Mayer (Hrsg.): Dolmetschen und Übersetzen – Der Beruf im Europa des 21. Jahrhunderts. Freiburg (freigang, mauro + reinke) 2001, S. 99–108
- „Vielsprachige Fachkommunikation in Europa – eine Herausforderung für die Fremdsprachendidaktik.“ In: K. Ehlich, J. Ossner, H. Stammerjohann (Hrsg.): Hochsprachen in Europa. Entstehung, Geltung, Zukunft. Freiburg im Breisgau (Fillibach) 2001, S. 321–333
- „La Traducción Jurídica – una Disciplina Situada entre Derecho Comparado y Lingüística Contrastiva.“ In: Revista de Lenguas para Fines Específicos (Universidad de Las Palmas de Gran Canaria), nos. 7/8 (2000/2001), S. 375–399

2002
- Zusammen mit: Wilmots, J.: „Kontrastsprache Niederländisch – Ein neuer Weg zum Leseverstehen.“ Hildesheimer Universitätsschriften Band 8, Hildesheim 2002, 180 S.
- „La comunicación multilingüe especializada en Europa.“ In: A. Alcina Caudet, S. Gamero Pérez (eds.): La traducción científico-técnica y la terminología en la sociedad de la información. Estudis sobre la traducció; 10. Castellón de la Plana (Universitat Jaume I), 2002, S. 45–63
- „The Roman heritage in German legal language.“ In: H. E. S. Mattila (ed.): The Development of Legal language. Helsinki (Kauppakaari) 2002, S. 33–54
- Zusammen mit: Picht, H., Mayer, F.: „Einführung in die Terminologiearbeit.“ 4., völlig überarb. Aufl. Hildesheim (Olms) 2002, 344 S.
- „Zwischen Terminologievergleich und Rechtsvergleich: Das Rechtswörterbuch.“ In: Mitteilungen für Dolmetscher und Übersetzer (MDÜ) 6/2002, S. 27–32
- „Das demokratische Spanien und seine Minderheiten – Vom Recht auf eigene Sprache und Kultur.“ In: Der Rotarier 5/2002, S. 39–42
- „Der sanfte Übergang Spaniens zur parlamentarischen Demokratie.“ In: Der Rotarier 5/2002, S. 33–35

2003
- „Fachbezogene Mehrsprachigkeit – eine Chance für die „kleineren“ Sprachen.“ In: W. Wilß (Hrsg.): Die Zukunft der internationalen Kommunikation in Europa im 21. Jahrhundert. Tübingen (Narr) 2003, S. 17–26
- Zusammen mit: Mayer, F., Reisen, U. (Hrsg.): „Terminologie in Gegenwart und Zukunft – Ausgewählte Beiträge der DTT-Symposien 1989–2000.“ Köln (Deutscher Terminologie-Tag e. V.) 2003, 351 S.
- „Sprachvergleich, Rechtsvergleich und Übersetzen im Sprachenpaar Spanisch-Deutsch.“ In: K. Schubert (Hrsg.): Übersetzen und Dolmetschen. Modelle, Methoden, Technologie (Jahrbuch Übersetzen und Dolmetschen. Band 5).Tübingen (Narr) 2003, S. 1–14

2004
- „Drittsprachen in der Übersetzerausbildung: Portugiesisch als Kontrastsprache“. In: I. Müller (Hrsg.): Und sie bewegt sich doch. Translationswissenschaft in Ost und West. Frankfurt am Main (Lang) 2004. S. 17–31
- „Erfahrungen mit einer Interdisziplin.“ In: W. Pöckl (Hrsg.): Übersetzungswissenschaft / Dolmetschwissenschaft – Wege in eine neue Disziplin. Wien (Edition Praesens) 2004. S. 29–35
- „Der Vergleich von Fachsprachen.“ In: K.-D. Baumann, H. Kalverkämper (Hrsg.): Pluralität in der Fachsprachenforschung. Tübingen (Narr) 2004. S. 285–312
- Rezension zu: Brumme, J. (Hrsg.): „La historia de los lenguajes iberorrománicos de especialidad. La divulgación de la ciencia.“ Frankfurt am Main (Vervuert) / Madrid (Iberoamericana) 2002. In: Romanische Forschungen 2/2004, S. 247–249

2005
- „Interkulturelle Kommunikation als gelebter Alltag: Bilinguale Studierende am Institut für Angewandte Sprachwissenschaft.“ In: J. Beneke/F. Jarman (Hrsg.): Interkulturalität in Wissenschaft und Praxis. Hildesheimer Universitätsschriften Band 15, Hildesheim 2005. S. 67–79.
- „Kulturbarrieren und ihre Überwindung beim Verfassen und Übersetzen journalistischer Texte.“ In: P. Sandrini (Hrsg.): Fluctuat nec mergitur – Translation und Gesellschaft. Frankfurt am Main (Lang) 2005, S. 195–208.
- „Minories i llengües minoritàries a l'Europa plurilingüe.“ In: M. D. Burdes, J. Verdegal (eds.). Europa parla (I). Anuari de l'agrupació borrianenca de cultura.: Revista de recerca humanística I científica. Castelló, núm. XVI, any 2005, S. 7–14.
- „Sprachplanung und Plansprachen – auch ein Thema für die Übersetzerausbildung.“ In: H. Salevsky (Hrsg.): Kultur, Interpretation, Translation – Ausgewählte Beiträge aus 15 Jahren Forschungsseminar. Frankfurt am Main (Lang) 2005, S. 329–341.

2006
- „Minderheiten und ihre Sprachen im vielsprachigen Europa.“ In: Uni Hildesheim – Das Magazin. Nr. 10, April 2006, S. 43–48
- Rezension zu: Wiesmann, E.: „Rechtsübersetzung und Hilfsmittel zur Translation. Wissenschaftliche Grundlagen und computergestützte Umsetzung eines lexikographischen Konzepts.“ Tübingen (Narr) 2004. In: Lebende Sprachen 2/2006, S. 95 f.
- „Eine neue Kultur der Gleichberechtigung – Minderheiten und ihre Sprachen im vielsprachigen Europa.“ In: Impulse aus der Forschung – Universität Bremen Nr. 1/2006 (Juli 2006), S. 6–9
- Zusammen mit Wilmots, J.: Nederlands. Universiteit Hasselt: „Zomercursus Nederlandse taal en Cultuur.“ 197 S.

2007
- „Terminologien als Spiegel der Sprachkultur.“ In: G. Wotjak (Hrsg.): Quo vadis Translatologie? Ein halbes Jahrhundert universitäre Ausbildung von Dolmetschern und Übersetzern in Leipzig. Berlin (Frank & Timme) 2007. S. 1–16
- „Zusammen mit Sandrini, P.: Präzision versus Vagheit: Das Dilemma der Rechtssprache im Lichte von Rechtsvergleich und Sprachvergleich.“ In: B. E. Antia (ed.): Indeterminacy in Terminology and LSP – Studies in honour of Heribert Picht. Amsterdam/Philadelphia (Benjamins) 2007. S. 135–153
- Zusammen mit Ré, A.: „Kontrastsprache Portugiesisch – Ein neuer Weg zum Portugiesischen auf der Grundlage des Spanischen.“ Wilhelmsfeld (gottfried egert verlag). 250 S.
- „Möglichkeiten der Interkomprehension in der Übersetzerausbildung – dargestellt am Beispiel der „Kontrastsprache“ Portugiesisch.“ In: Zybatow, L.N. (Hrsg.): Sprach(en)kontakt – Mehrsprachigkeit – Translation. Innsbrucker Ringvorlesungen zur Translationswissenschaft V. Frankfurt am Main (Lang) 2007. S. 207–226
- Rezension zu: Schreiber, M.: „Grundlagen der Übersetzungswissenschaft – Französisch, Italienisch, Spanisch.“ Tübingen (Niemeyer) 2006. In: Lebende Sprachen 3/2007, S. 14 f

2008
- Zusammen mit Wilmots, J.: „Kontrastsprache Niederländisch – Ein neuer Weg zum Niederländischen auf der Grundlage der germanischen Sprachverwandtschaft.“ Wilhelmsfeld (gottfried egert verlag). 250 S.
- „Der Vergleich von Terminologien, Fachtexten und Fachsprachen aus methodischer Sicht.“ In: Revista de Lingüística y Lenguas Aplicadas (Valencia) 3/2008, S. 83–94
- Zusammen mit Kühn, B. (Hrsg.): „Autonomes Fremdsprachenlernen in Hochschule und Erwachsenenbildung“ – Erträge des 1. Bremer Symposions zum autonomen Fremdsprachenlernen, Bochum: AKS-Verlag

2009
- „Terminologien als Spiegel europäischer Sprachkultur.“ In: Uni Hildesheim. Das Magazin. Nr. 14/Januar 2009. S. 50–59
- Zusammen mit Picht, H., Mayer, F.: „Einführung in die Terminologiearbeit. 6.“, verbesserte Aufl. Hildesheim (Olms) 2009, 344 S.

2010
- „Kontrastsprachen – neue Wege in Sprachvergleich und Fremdsprachendidaktik.“ In: Egit, Y (Hrsg.): Globalisierte Germanistik: Sprache – Literatur – Kultur. Tagungsbeiträge des XI. Türkischen Internationalen Germanistik-Kongresses. 20.–22. Mai 2009. Izmir (Ege Üniversitesi Matbaası), 2010, S. 612–624

- „Terminologien als Spiegel europäischer Sprachkultur.“ In: Gehler, M./ Vietta, S. (Hrsg.): Europa – Europäisierung – Europäistik: Neue wissenschaftliche Ansätze, Methoden und Inhalte. Wien/Köln/Weimar (Böhlau) 2010, S. 75–90

- „Moedertaal of vreemde taal bekeken vanuit een ander taalgebied.“ In: Osterhof, A./ Martin, W./ Roukens, J./ Ruijsendaal, E. (Hrsg.): Nederlands in hoger onderwijs en wetenschap? Gent (Academia Press), 2010, S. 73–80

- „Juristisches Übersetzen zwischen Sprachvergleich und Rechtsvergleich.“ In: Lebende Sprachen 1/2010, S. 17–30

2011
- Zusammen mit Kühn, B., Krings, H.P. (Hrsg.): „Autonomie und Motivation – Erträge des 2. Bremer Symposions zum autonomen Fremdsprachenlernen.“ Bochum: AKS-Verlag 2011, S. 220 S.

- „Kontrastsprache Portugiesisch – Ein neuer Weg zum Portugiesischen auf der Grundlage des Spanischen.“ In: Dahmen, W./ Holtus, G./ Kramer, J./ Metzeltin, M./ Schweickard, W./ Winkelmann, O. (Hrsg.): Romanistik und Angewandte Linguistik – Romanistisches Kolloquium XXIII. Tübingen (Narr) S. 163–182

- „Polyglott dank EuroCom – das didaktische Potential der Interkomprehension.“ In: Pöckl, W./ Ohnheiser, I./ Sandrini, P. (Hrsg.): Translation, Sprachvariation, Mehrsprachigkeit – Festschrift für Lew Zybatow zum 60. Geburtstag. Frankfurt am Main (Peter Lang) 2011, S. 471–482

- „Zwischen Rechtsvergleich und Sprachplanung -Juristisches Übersetzen in der Europäischen Union.“ In: Eruz, S./ San, F. (Hrsg.): Ceviribilimden Kesitler – Turgay Kurultaya bir armagan. Istanbul (Multilingual) 2012, S. 260–273